# Kassel Huskies
Kassel Huskies är en ishockeyklubb i Kassel i Hessen, Tyskland. Klubben bildades under namnet ESG Kassel 1977 och bytte namn till EC Kassel 1987. 1994 hade klubbens proffsavdelning börjat drivas som kommersiellt bolag, och under namnet Kassel Huskies var man med och startade Deutsche Eishockey Liga, DEL, där man spelade under 1990-talet med finalspel 1997 som främsta placering. Efter ekonomiska problem 2010 fick man börja om längst ner i det tyska ligasystemet. 2014 nådde man den tyska andraligan där man fortfarande spelar 2022.